# 瓦卢斯
瓦卢斯（法語：Valouse，法語發音：[valuz]）是法国德龙省的一个市镇，属于尼永斯区。

## 地理
瓦卢斯（44°27'47"N, 5°11'32"E）面积6.33 平方千米，位于法国奥弗涅-罗讷-阿尔卑斯大区德龙省，该省份为法国东南部内陆省份，北起顺时针与伊泽尔省、上阿尔卑斯省、上普罗旺斯阿尔卑斯省、沃克吕兹省和阿尔代什省接壤。
与瓦卢斯接壤的市镇（或旧市镇、城区）包括：绍德博讷、圣费雷奥勒-特朗特帕、泰西耶尔、韦斯克。

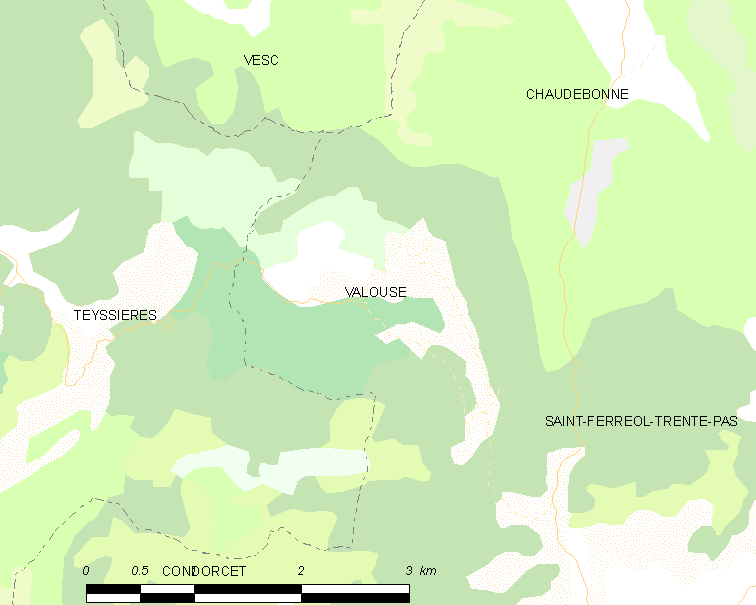
瓦卢斯的OSM定位图

瓦卢斯的时区为UTC+01:00、UTC+02:00（夏令时）。

## 行政
瓦卢斯的邮政编码为26110，INSEE市镇编码为26363。

## 政治
瓦卢斯所属的省级选区为尼永斯-巴罗尼县。

## 人口

1962-2008年间瓦卢斯人口变化图示

瓦卢斯于2022年1月1日时的人口数量为41人。